# بورباخ (نوردراین-وستفالن)
بورباخ (به آلمانی: Burbach) یک شهر در آلمان است که در زیگن-ویتگنشتاین واقع شده‌است. بورباخ ۱۴٬۵۵۴ نفر جمعیت دارد.